# Zbiór z wyróżnionym punktem
Zbiór z wyróżnionym punktem – zbiór wraz z wyróżnionym w nim elementem. Jest to jedna z prostszych struktur algebraicznych algebry uniwersalnej definiowana jako zbiór wraz z jednym działaniem zeroargumentowym wskazującym wyróżniony punkt.
Przekształcenia zbiorów z wyróżnionymi punktami to funkcje z jednego zbioru w drugi zachowujące wyróżnione punkty, tzn. dla zbiorów {\displaystyle X,Y} z wyróżnionymi punktami, odpowiednio {\displaystyle x_{0}\in X} oraz {\displaystyle y_{0}\in Y,} jest to odwzorowanie {\displaystyle f\colon X\to Y} takie, że {\displaystyle f(x_{0})=y_{0}.} Zwykle odwzorowania te zapisuje się w postaci
{\displaystyle f\colon (X,x_{0})\to (Y,y_{0}).}
Klasa wszystkich zbiorów z wyróżnionymi punktami wraz z klasą wszystkich przekształceń je zachowujących tworzy kategorię.
Zbiór z wyróżnionym punktem może być postrzegany jako przestrzeń z wyróżnionym punktem wyposażoną w topologię dyskretną.